# Åvarps naturreservat
Åvarps naturreservat är ett naturreservat i Bjuvs kommun i Skåne län, inrättat 1969.

## Flora och fauna
På området finns bl.a. kärlväxten vitskråp och den rödlistade skogssvingeln.